# نبؤات سيبيل

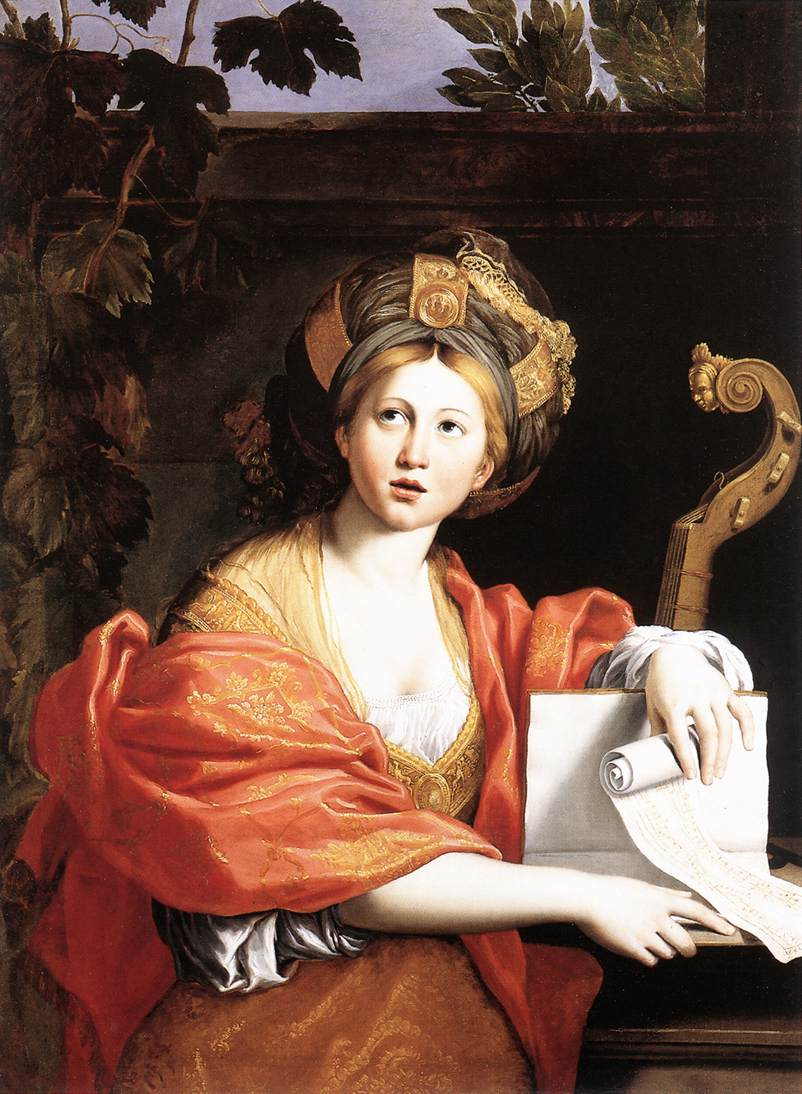

نبؤات سيبيل هي مجموعة نبؤات أو وحي بوزن شعري يوناني نسبت إلى سيبيل النبية التي كانت تقول الوحي الإلهي في حالة جنونية. بقي منها 12 كتابا كتبت في ظروف مختلفة بين منتصف القرن الثاني وحتى القرن الخامس الميلادي.
هذه النصوص تقدم معلومات مهمة عن الميثولوجيا الكلاسيكية والمعتقدات الغنوصية واليهودية والمسيحية في وقت مبكر من الألفية الأولى. بعض المقاطع تشبه رؤيا يوحنا والأدب الأبوكاليبسي.

## روابط خارجية
- Milton S. Terry, The Sibylline Oracles (complete text, at Elfinspell)
- Milton S. Terry, The sibylline oracles: only those fragments that are quoted in Patristic writings, annotated and set in context, including the long preface of the (6th century?) editor
- The Sibylline oracles, Books III-V, Translated by the Rev. H. N. Bate, M.A., 1918 (a searchable facsimile at the University of Georgia Libraries; ديجافو (صيغة ملفات) & layered PDF format)
- The Sibylline Oracles. Translated from Greek into Blank English Verse. New Edition Revised after the Text of Ruch. (1899) Translated by Milton S. Terry. Digital Facsimile. (PDF)